# Lucie Rie

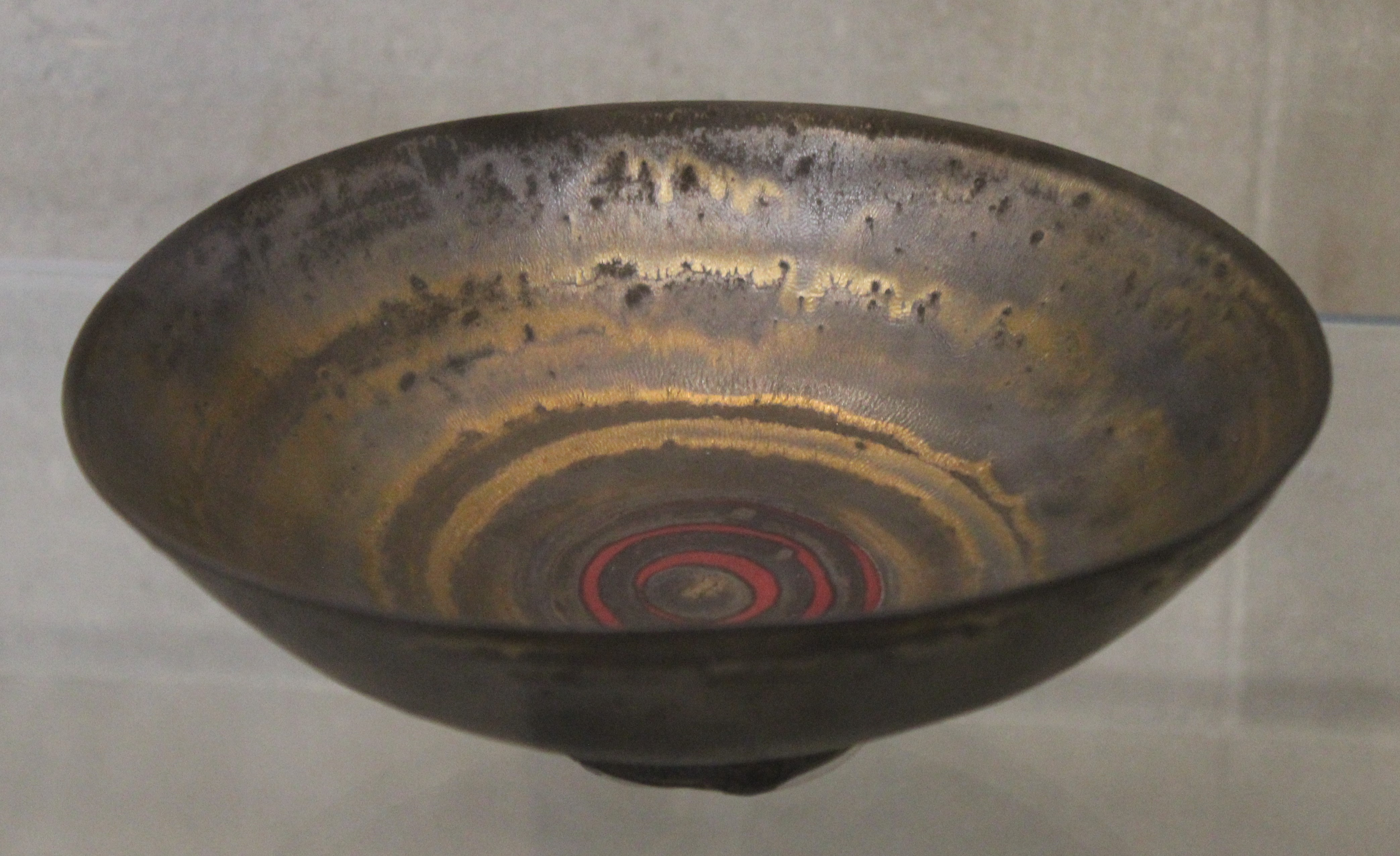
Lucie Rie egyik tálja, Cardiff Nemzeti Múzeuma

Lucie Rie, DBE, született: Luzie Gomperz (Bécs, 1902. március 16. –‎ London, 1995. április 1.) osztrák-brit fazekas.

## Életrajz

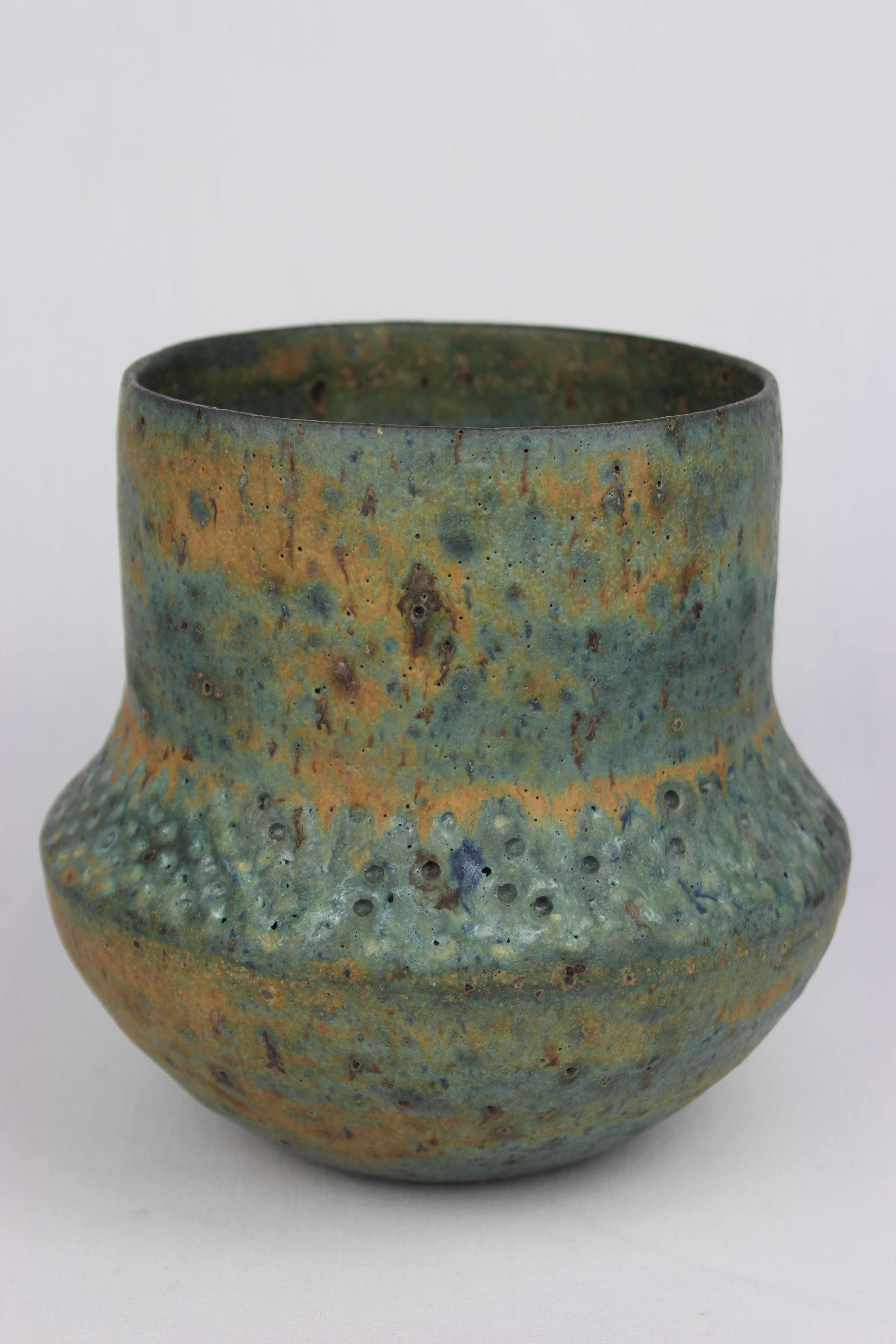
Váza, 1971 körül

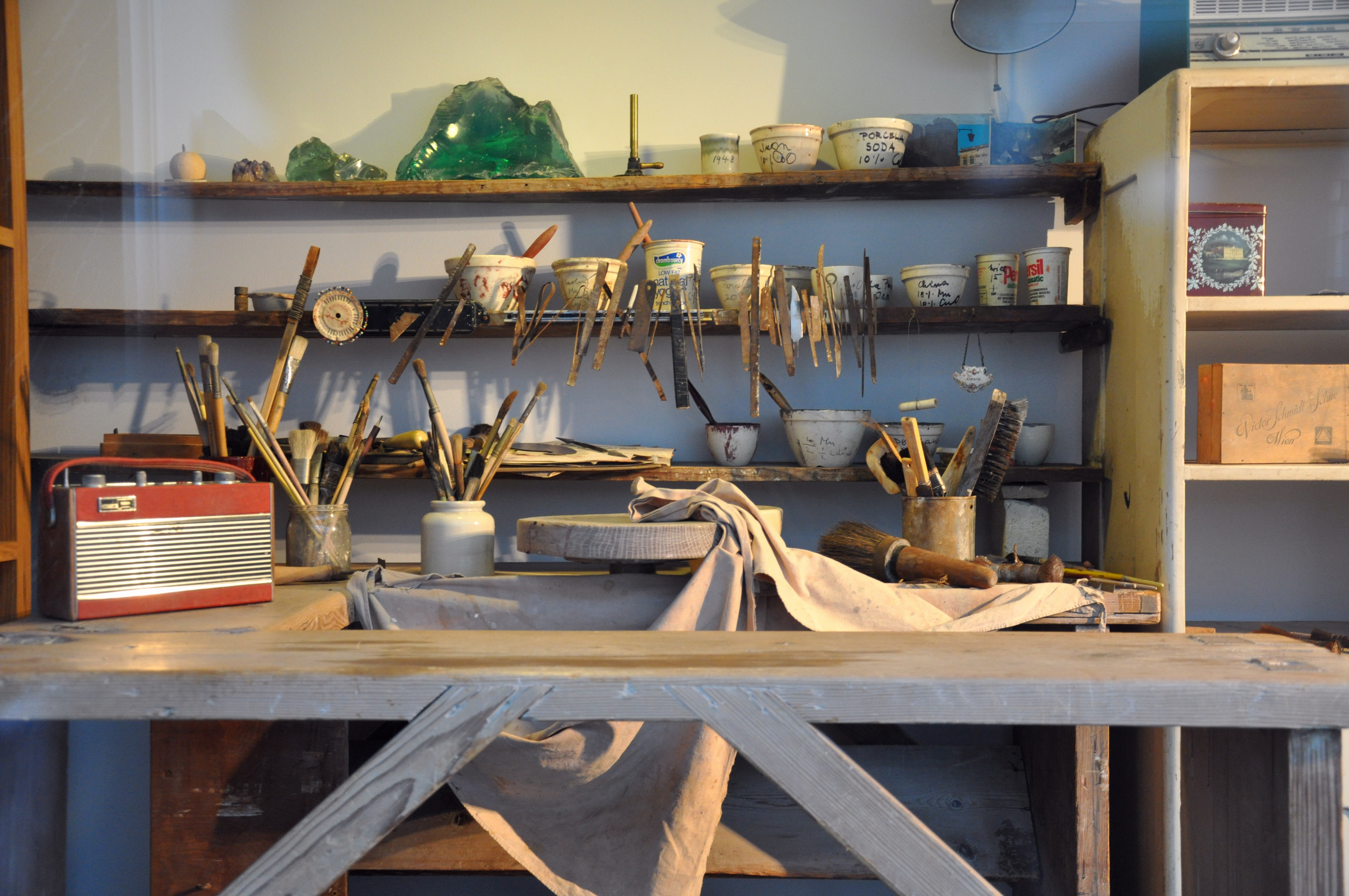
Lucie Rie műhelye, 2009 óta a londoni Victoria and Albert Museumban kiállítva

Luzie Gomperz 1902-ben született Bécsben, középosztálybeli zsidó családban. 1922 és 1926 között először a Művészeti és Kézműves Iskolában tanult Michael Powolnynál. A diploma megszerzése után szülővárosában saját kerámiastúdiót nyitott.
Ausztria 1938 márciusában történt annektálásával a Német Birodalom által emigrációba kényszerült, és Londonba költözött, ahol 1939-től a Hyde Park közelében lévő Albion Mews kis utcában élt. A háború befejezése után ott nyitott egy fazekas- és gombműhelyt, ahol kézzel készített kerámiaedényeket gyártott. A háború alatt és után kerámia gombokat és ékszereket készített divatházak számára, hogy megélhetését biztosítsa. A kerámiagombok pontos illeszkedése a ruhadarabok színeihez, amelyekhez rögzíteni kellett őket, Rieset kísérletezésre és precíz mázak készítésére ösztönözte. E gombok egy része ma a londoni Victoria és Albert Múzeumban, valamint a Lisa Sainsbury-gyűjtemény részeként a norwichi Sainsbury Centre for Visual Artsban látható. Néhányat a japán divattervezőnek, Issey Miyake-nek adományoztak. 
A német emigráns Hans Coper 1946-tól szintén ott dolgozott. Mindkét keramikus a cserépedényekkel való munkát részesítette előnyben. Coper edényeivel ellentétben az övéi kevésbé expresszívek, de tökéletesen pontosak és hibátlanul finomak. Az 1950-es évek közepe és vége felé tea- és kávéskészleteiről vált híressé. Ez a termelés gazdasági biztonságot is adott neki. Rie-t a formák és a mázak tekintetében a hagyományos kínai és japán munkák inspirálták. Gyakran használt nyers mázat, amelyben az agyag egyetlen égetés során reagál az oxidokkal, ami szokatlan felületeket eredményez. Az 1940-es évek végén sgraffito technikával díszített.
Lucie Rie 1960 és 1971 között Coperrel együtt tanított a Camberwell School of Artban; 1969-ben a Royal College of Art tiszteletbeli doktori címet adományozott neki. 1968-ban OBE, 1981-ben pedig CBE kitüntetést kapott. 1991-ben nemesítették. Több agyvérzés után 1990-ben kénytelen volt abbahagyni a munkát. Otthonában, az Albion Mews 18-ban halt meg 1995-ben.

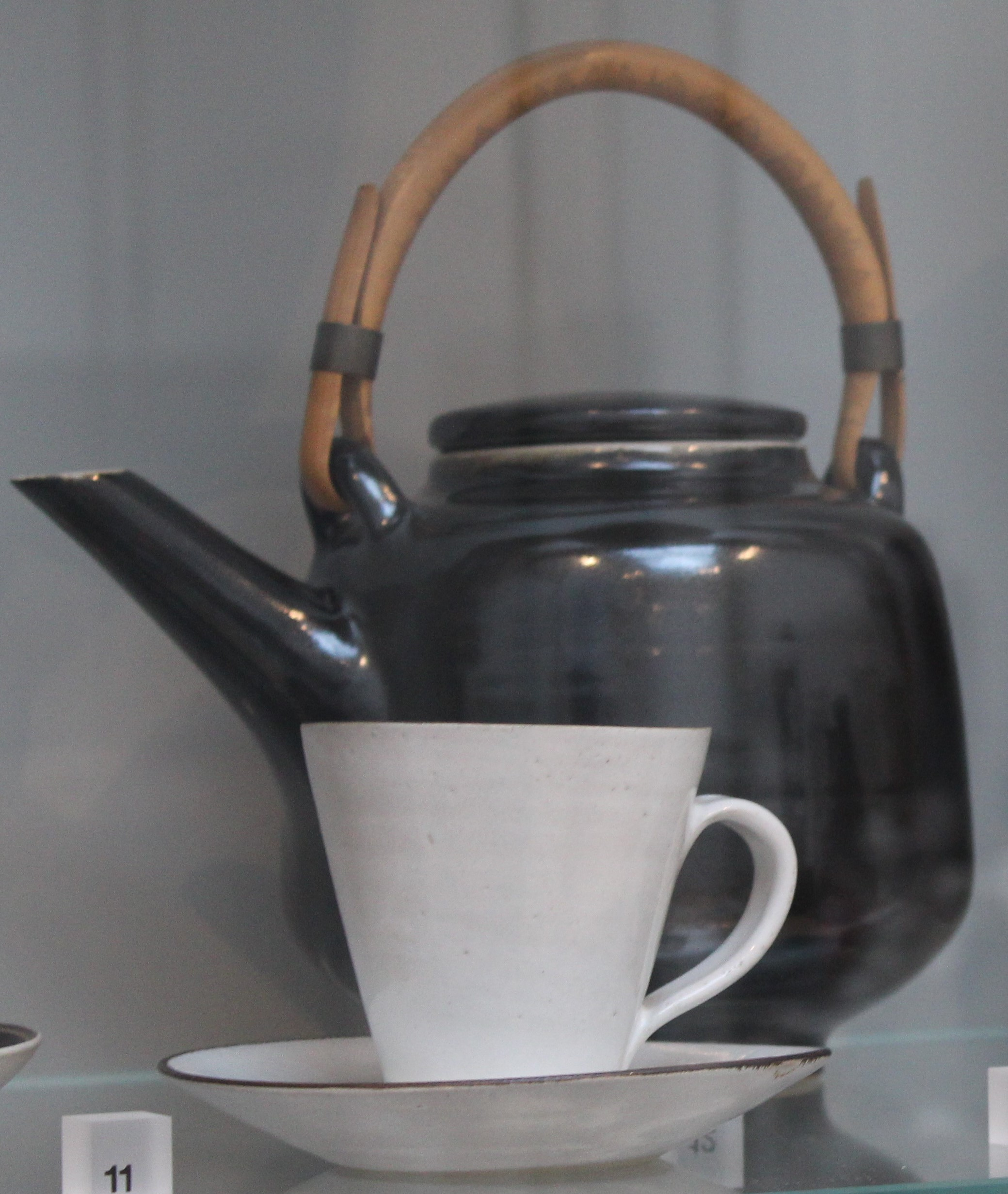
Lucie Rie csésze és csészealj, cserépedény fehér mázzal, 1955 körül, Victoria and Albert Museum

Lucie Ries kerámiái több díjat nyertek, és nagy sikerrel állították ki őket. Leghíresebb alkotásai vázák, tálak és teáskészletek, amelyekhez elsősorban Japánból merített ihletet. Vannak más munkái is, mint például a gombok, amelyeket a japán tervezőnek és közeli barátjának, Issey Miyake-nek hagyott.
Ries fazekasműhelye, amely felállítása óta alig változott, 2009 óta a Victoria és Albert Múzeumban látható.

## Kiállítások

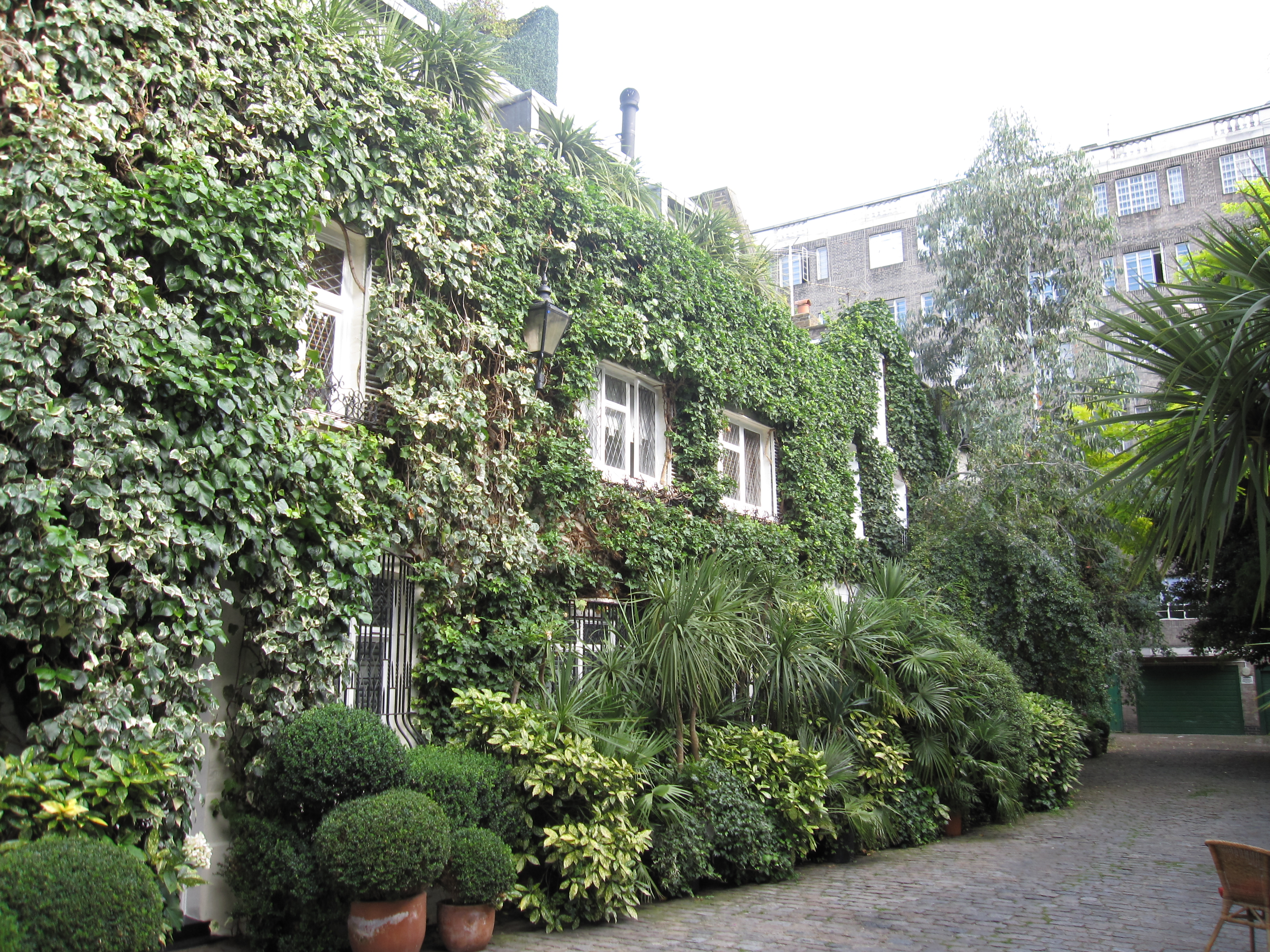
18 Albion Mews, Lucie Rie egykori otthona és stúdiója

Lucie Ries első londoni kiállításai 1949-től a Berkeley Galériában voltak, sok közülük Hans Coperrel együttműködésben. 1954-től - egyénileg vagy Coperrel együtt - New Yorkban, Minneapolisban, Göteborgban, Rotterdamban, Arnhemben, Hamburgban és Düsseldorfban, valamint számos brit galériában állított ki. Visszatekintést szentelt neki 1967-ben a Nagy-Britanniai Művészeti Tanács, 1981-ben a Sainsbury Centre for Visual Arts és a Victoria and Albert Museum. 1988 áprilisában a Besson Galéria nyitott kiállítást az 1947-1988 közötti alkotói időszakából, majd 1989-ben Issey Miyake divattervező további jelentős kiállításokat rendezett munkáiból Tokióban és Oszakában, majd 1992-ben a londoni Crafts Councilban nyílt kiállítás. A New York-i Metropolitan Museum of Artban 1994-ben Hans Coperrel közösen rendezett retrospektív kiállítás volt az utolsó nagyszabású tárlat a művész életében.
Munkáit 1995-ben bekövetkezett halála után is neves kiállításokon mutatták be a nagyközönségnek, többek között 1997-ben Hans Coperrel közös kiállításon a londoni Barbican Art Galleryben, 1999-ben pedig szülővárosában, Bécsben az Iparművészeti Múzeumban. A 100. születésnapja alkalmából 2002-ben a Galerie Besson, a japán Shigaraki Kerámia Szobrászpark és a torontói Gardiner Kerámiaművészeti Múzeum rendezett kiállításokat. Munkáinak első franciaországi kiállítására 2008 márciusában és áprilisában került sor a sèvres-i Musée de Céramique-ban. Egykori londoni műterménél 2008 februárjában az English Heritage szervezet „kék emléktáblát” avatott fel.

## Fordítás
Ez a szócikk részben vagy egészben  a   Lucie Rie című német Wikipédia-szócikk ezen változatának fordításán alapul.  Az eredeti cikk szerkesztőit annak laptörténete sorolja fel. Ez a jelzés csupán a megfogalmazás eredetét és a szerzői jogokat jelzi, nem szolgál a cikkben szereplő információk forrásmegjelöléseként.